# Андрій (живописець)
Андрі́́й (дати народження і смерті невідомі) — український живописець кінця XIV — початку XV століття, новатор і творець власного стилю, не схожого ні на візантійський, ні на західноєвропейський.

## Творчість

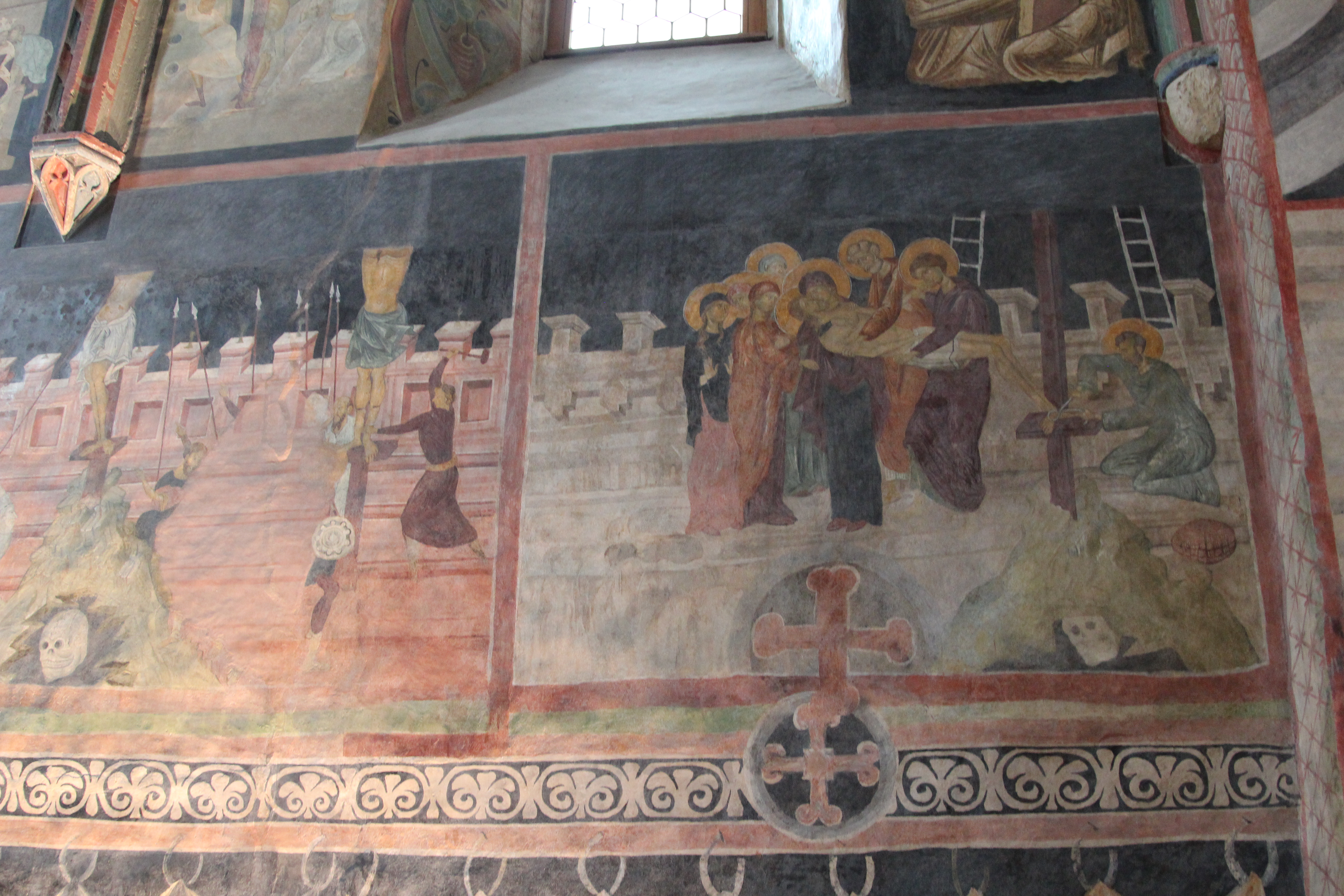
«Зняття з Христа».

Працював на Волині. Керував артіллю малярів, яка розписувала каплицю святої Трійці в Люблінському замку. Можливо, артіль була послана луцьким єпископом Іваном, який підтримував дружні стосунки з польським королем Владиславом II Ягайлом. На підпружній арці, що відділяє вівтар від нави, збереглася фреска з зображенням Христа, на якій є титарський напис з датою 1418 ї підпис Андрій. Йому приписують також композиції у вівтарній частині каплиці: цикл Нового Завіту: «Тайна вечеря», «Моління про чашу», «Зняття з Христа», «Заушеніє», «Розп'яття», «Преображення».
Андрію присвячені дослідженя польських істориків Міхала Валіцького, Фелікса Копери, Й. Судери та інших.